# كين رينولدز
كين رينولدز (بالإنجليزية: Ken Reynolds)‏ هو لاعب كرة قاعدة أمريكي، ولد في 4 يناير 1947 في Trevose, Pennsylvania ‏ في الولايات المتحدة.

## وصلات خارجية
- كين رينولدز على موقع دوري كرة القاعدة الرئيسي (الإنجليزية)
- كين رينولدز على موقعبيزبول رفرنس.كوم (الدوري الرئيسي) (الإنجليزية)
- كين رينولدز على موقعبيزبول رفرنس.كوم (الدوري الثانوي) (الإنجليزية)